# Championnat du Tadjikistan de football 2010
Navigation
Saison précédente Saison suivante
La saison 2010 du Championnat du Tadjikistan de football est la 19e édition de la première division au Tadjikistan. La compétition regroupe neuf clubs, qui s'affrontent quatre fois, deux fois à domicile et deux fois à l'extérieur. Il n'y a pas de relégation en fin de saison : pour permettre l'élargissement du championnat à 11 clubs, les deux meilleures équipes de deuxième division sont promues.
C'est le club d'Istiqlol Douchanbé qui remporte la compétition cette saison après avoir terminé invaincu en tête du classement final, avec treize points d'avance sur Regar-TadAZ Tursunzoda et vingt-huit sur Vakhsh Qurghonteppa. C'est le tout premier titre de champion du Tadjikistan de l'histoire du club, qui réalise même le doublé en étrillant le FK Khodjent 5-0 en finale de la Coupe du Tadjikistan.

## Les clubs participants
| - Istiqlol Douchanbé - Khayr Vahdat - Promu de D2 - Regar-TadAZ Tursunzoda - FK Khodjent - Parvoz Bobojon Ghafurov | - Vakhsh Qurghonteppa - Energetik Douchanbé - SSKA Pamir Douchanbé - Ravshan Kulob |

## Compétition
Le barème de points servant à établir le classement se décompose ainsi :
- Victoire : 3 points
- Match nul : 1 point
- Défaite : 0 point

### Classement
| Rang | Équipe                  | Pts | J  | G  | N  | P  | Bp | Bc | Diff |
| ---- | ----------------------- | --- | -- | -- | -- | -- | -- | -- | ---- |
| 1    | Istiqlol DouchanbéC     | 84  | 32 | 26 | 6  | 0  | 76 | 17 | +59  |
| 2    | Regar-TadAZ Tursunzoda  | 71  | 32 | 22 | 5  | 5  | 81 | 24 | +57  |
| 3    | Vakhsh QurghonteppaT    | 56  | 32 | 16 | 8  | 8  | 42 | 27 | +15  |
| 4    | Khayr VahdatP           | 54  | 32 | 16 | 6  | 10 | 59 | 42 | +17  |
| 5    | Energetik Douchanbé     | 40  | 32 | 12 | 4  | 16 | 41 | 44 | -3   |
| 6    | SSKA Pamir Douchanbé    | 37  | 32 | 9  | 10 | 13 | 35 | 51 | -16  |
| 7    | FK Khodjent             | 32  | 32 | 8  | 8  | 16 | 42 | 58 | -16  |
| 8    | Parvoz Bobojon Ghafurov | 24  | 32 | 6  | 6  | 20 | 35 | 71 | -36  |
| 9    | Ravshan Kulob           | 6   | 32 | 1  | 3  | 28 | 18 | 95 | -77  |

|  | Qualification pour la Coupe du président de l'AFC 2011                       |
|  | T : Tenant du titre C : Vainqueur de la Coupe du Tadjikistan P : Promu de D2 |

## Bilan de la saison
| Championnat du Tadjikistan de football 2010 |                                |
| Champion                                    | Istiqlol Douchanbé (1er titre) |
| Coupes et trophées                          |                                |
| Vainqueur de la Coupe du Tadjikistan 2010   | Istiqlol Douchanbé             |
| Qualifications continentales                |                                |
| Coupe du président de l'AFC 2011            | Istiqlol Douchanbé             |
| Promotions et relégations                   |                                |
| Promus en Vysshaya Liga                     | Shodmon Gissar                 |
| Promus en Vysshaya Liga                     | Guardia Douchanbé              |
| Relégués en Deuxième division               | Aucun                          |